# Classe Priz
La Classe Priz est le nom d'une classe de sous-marins de sauvetage de la Marine russe.

## En service
Quatre en service :
- AS-26
- AS-28 (mis hors service sur la côte du Kamtchatka, 5 août, repêché le 7 août 2005), mis en œuvre à partir de la Classe Pionier Moskvyy.
- AS-30, mis en œuvre à partir de la Classe Pionier Moskvyy.
- AS-34